# Megacheilacris
Megacheilacris is een geslacht van rechtvleugeligen uit de familie Romaleidae. De wetenschappelijke naam van dit geslacht is voor het eerst geldig gepubliceerd in 1978 door Descamps.

## Soorten
Het geslacht Megacheilacris omvat de volgende soorten:
- Megacheilacris bullifemur Descamps & Amédégnato, 1971
- Megacheilacris graminicola Descamps & Amédégnato, 1971
- Megacheilacris megacephala Bruner, 1907